# Борисовка (Єгор'євський район)
Бори́совка (рос. Борисовка) — село у складі Єгор'євського району Алтайського краю, Росія. Входить до складу Кругло-Семенцівської сільської ради.

## Населення
Населення — 228 осіб (2010; 256 у 2002).
Національний склад (станом на 2002 рік):
- росіяни — 98 %